# السلف (الرضمة)

تعديل مصدري - تعديل

السلف محلة تابعة لقرية ذى الصولع السفلى، التابعة لعزلة كحلان بمديرية الرضمة إحدى مديريات محافظة إب في الجمهورية اليمنية.، بلغ تعداد سكانها 100 حسب تعداد اليمن لعام 2004.